# Assasuni
Assasuni (en bengali : আশাশুনি) est une upazila du Bangladesh dans le district de Satkhira. En 1991, on y dénombrait 220 957 habitants.